# John R. Coffee

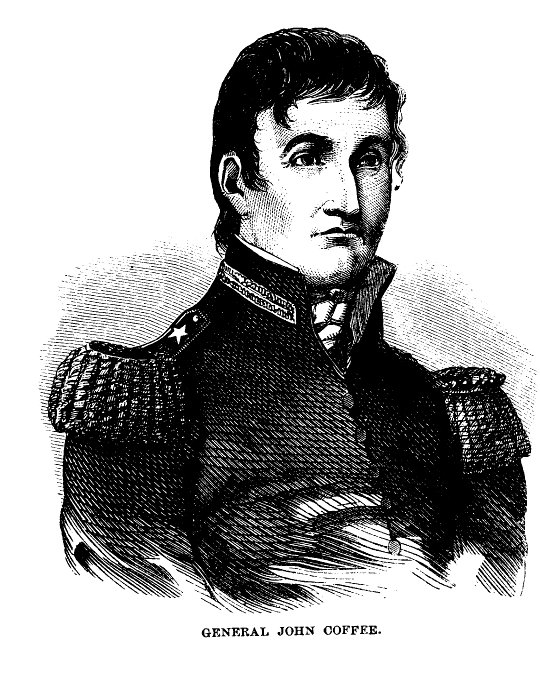
John R. Coffee

John R. Coffee (* 2. Juni 1772 in Prince Edward County, Colony of Virginia; † 7. Juli 1833 unweit Florence, Alabama) war ein US-amerikanischer General, Landvermesser und Pflanzer. Er war auch unter dem Namen Tennessee-John bekannt und wird häufig mit dem Kongressabgeordneten und Cousin ersten Grades John E. Coffee verwechselt.

## Leben
Coffee war Händler und Landspekulant, sein Partner war der spätere Präsident der Vereinigten Staaten Andrew Jackson. Die beiden Männer waren auch über ihre Ehefrauen miteinander verbunden; Coffee heiratete im Oktober 1809 Mary Donelson, eine Verwandte von Jacksons Frau Rachel Donelson Robards Jackson.
Zu Beginn des Britisch-Amerikanischen Krieges von 1812, hob Coffee das 2. Freiwilligenregiment der Berittenen Infanterie aus, die überwiegend durch Milizen aus Tennessee und einigen Männern aus Alabama zusammengesetzt war. Am 4. September 1813 war er in das Duell zwischen Andrew Jackson und den Benton Brüdern in Nashville verwickelt. Er stieß dabei Thomas Benton, der auf Jackson geschossen hatte, die Treppe hinunter. Im Oktober 1813 wurde das 2. Freiwilligenregiment mit dem ebenfalls beritteten 1. Freiwilligenregiment Colonel Cannons zu einer Brigade vereint. Coffee wurde zum Brigadegeneral befördert und übernahm die militärische Führung der Einheit. Unter Jacksons Oberbefehl führte er seine Brigade während der meisten Schlachten des Creekkrieges, darunter die Tallushatchee, Talladega, Emuckfaw und Enotachopo Creek, bei der er ernsthaft verwundet wurde, sowie die Schlacht am Horseshoe Bend. Danach führte er seine zu einem großen Teil aus Indianern und freien Afroamerikanern bestehende Brigade in die Schlacht von New Orleans, bei denen sie eine Schlüsselrolle in der Verteidigung der amerikanischen Stellungen einnahm.
Nach dem Krieg tätigte er einige erfolglose Investitionen und begann als Landvermesser zu arbeiten. Er kartierte die Stadt Florence und im Jahre 1816 die Grenze zwischen den Bundesstaaten Alabama und Mississippi. Er wurde als Verhandlungsführer bei den Landabtretungsverträgen der Chickasaw eingesetzt und unterzeichnete 1830 den Vertrag von Franklin sowie den Vertrag von Pontotoc von 1832.
Er zog später in die Nähe von Florence in Alabama. Er verstarb dort 1833 und wurde auf dem Coffee Cemetery beerdigt.

## Gedenken
Verschiedene Städte und Countys sind zu Coffees Ehren benannt worden:
- Coffee County (Alabama)
- Coffee County (Tennessee)
- Coffeeville (Alabama)
- Coffeeville (Mississippi)

Außerdem wurde die John Coffee Memorial Bridge nach ihm benannt, die einen Teil des Natchez Trace Parkway bildet.